# Jozef Pieters

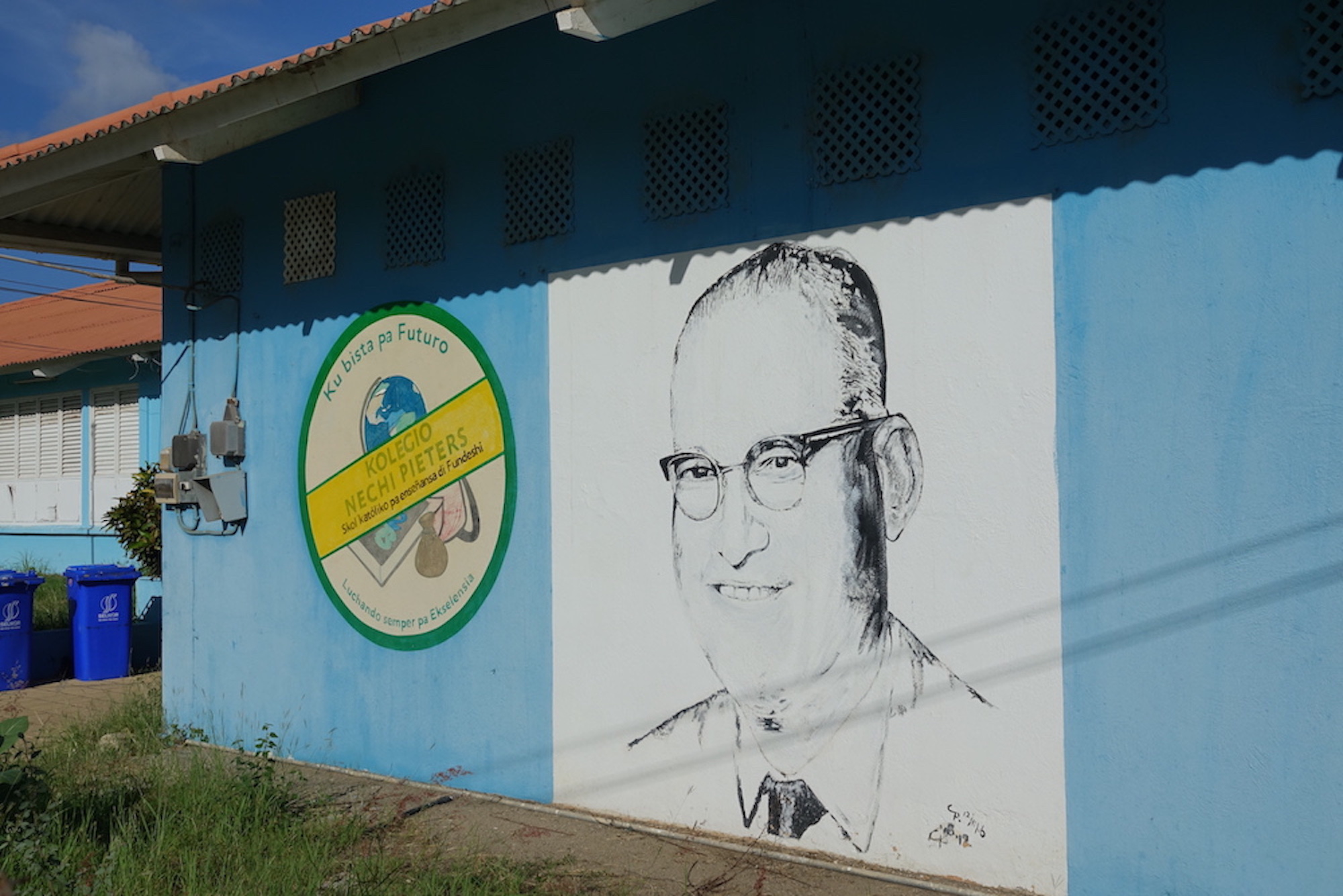
Kolegio Nechi Pieters

Jozef Cornelis Pieters, beter bekend als Nechi Pieters, (Curaçao, 16 september 1898 - aldaar, 26 september 1960), was leraar en kunstschilder op het eiland Curaçao. De rooms-katholieke basisschool 'Kolegio Nechi Pieters' in Buena Vista en de straat 'Kaya Nechi Pieters' in de wijk Jongbloed zijn naar hem vernoemd. 

## Biografie
Nechi Pieters was één van de vijf zonen van Mathilde Pietersz, later gespeld als Matilda Pieters. Op 29-jarige leeftijd trouwde hij met de 22-jarige Estrelia Eufemia Santine (Tela). Zij kregen samen vier zonen en twee dochters en woonden vele jaren in de wijk Sint Jago in de Indigostraat. Pieters is na een kort ziekbed overleden in 1960. Hij ligt begraven op de begraafplaats van Pietermaai te Berg Altena.

## Leraar
Pieters werd door het Rooms Katholiek Schoolbestuur van Curaçao op 20-jarige leeftijd benoemd tot onderwijzer aan de St. Vincentiusschool in Otrabanda (Willemstad). Ne enkele jaren werd hij overgeplaatst naar de St. Jozefschool te Pietermaai. Beide waren lagere scholen voor kinderen van minder bedeelden. Hij gaf er ruim veertig jaar les aan kinderen van de eerste leerjaar. Pieters heeft weleens gezegd: "Ik had de eer hen te leren A van B te onderscheiden". Kenmerkend was zijn ijver en discipline waarbij leraar en opvoeder hand in hand samen gingen. Zijn veertigjarig ambtsjubileum werd vlak voor zijn pensionering in 1959 feestelijk gevierd op de St. Jozefschool.

## Kunstenaar
Pieters was een van de eersten buiten het circuit van de 'upper class' op Curaçao die het penseel ter hand nam. Hij bezocht een zogeheten 'skol por nada', opgezet door de fraters, die gratis onderwijs bood aan minderbedeelden. Thuis, in de wijk Monte Verde, hadden ze het niet breed en hij gebruikte, bij gebrek aan papier, de vloer binnenskamers om zijn tekeningen te maken. Nadat dit door zijn moeder werd afgekeurd tekende hij buiten verder.
Aanvankelijk droeg Pieters de naam Alvarez. Alvarez veranderde later in Pietersz en werd daarna Pieters. Zijn eerste schilderijen werden nog met Alvarez gesigneerd.
Pieters ging pas op latere leeftijd tekenlessen volgen. Frater Augustinus, van de Fraters van Tilburg, heeft veel invloed gehad op zijn artistieke verdere ontwikkeling. Zijn artistiek talent viel op en werd hij bij de bisschop Michael Vuylsteke voorgesteld. Hierna kreeg hij de kans om te participeren aan een tentoonstelling in het Vaticaan en kreeg tevens een opdracht voor meer dan veertig tekeningen. Een muurschildering op fluweel, in 1936 getekend, van 5 bij 1,5 meter is komen te hangen in het museum van de Zusters van Schijndel in Nederland.
Op 30 september 1937 haalde hij de akte van bekwaamheid voor Lager Onderwijs voor huis- en schoolonderwijs in 'handteekenen'. In 1939 ontving Pieters tijdens de International Business Machines Corporation's Gallery of Science and Art at the Golden Gate International Exposition, the 'Contemporary Art of 79 Countries' in San Francisco een eervolle vermelding en een bronzen medaille met kwalificatie op de 9e plaats voor zijn schilderij 'Hooiberg' dat de hoogte de Hooiberg in het landschap bij Santa Cruz op het eiland Aruba weergeeft.
In 1958 volgde Pieters een cursus decoreren en reclametekenen aan de Leidse Onderwijs Instellingen (LOI). De opdrachten werden per post naar Nederland gestuurd voor beoordeling en kwamen terug met zowel een cijfer en een kwalificatie.

### Werk
Zijn werk wordt gezien als academisch van opzet met een klassiek impressionistische toets naar westers perspectief. Hij schilderde vooral Curaçaose landschappen, religieuze onderwerpen en stillevens. Opvallend bij de landschap schilderijen is de dorre Curaçaose landschap met geiten, schapen, kunukuwagentjes en op de achtergrond landhuizen tegen een bewolkte hemel. Het stilleven werk bevat vaak vazen en glaswerk zoals dat op Curaçao aanwezig is met daarbij bloemen en fruit. Pieters heeft grote invloed gehad op de bredere ontwikkeling van de beeldende kunst op Curaçao.

### Exposities
- 1939 onder auspiciën van de International Business Machines Corporation's Gallery of Science and Art bij de Golden Gate International Exposition, the 'Contemporary Art of 79 Countries'.[9]
Tentoongestelde werk:
  - Hooiberg (schilderij)

- 1950 bij de International School of Art, Washington Square, New York.[12] 
Tentoongestelde werk:
  - Vrouw voor kunukuhuis (schilderij)

- 6-12 april 1953 in en onder auspiciën van de Jolly Fellow Club.[13]
Tentoongestelde werken:
  - Nos Haf (tekening van de St Annabaai).
  - Garoshi di buriku (waterkar).

- 1-7 december 1972 onder auspiciën van de Academie van Beeldende Kunsten in samenwerking met het Bureau voor Cultuur en Opvoeding in Landhuis Bloemhof.[10][14]
Tentoongestelde werken:
  - Diverse schilderijen uit de oeuvre van Pieters
- 27-10-1996 onder auspiciën van Het Curaçaosch Museum, De Snip Gallery, Legaten van de kunst. [15]
Tentoongestelde werken, oa:
  - Vrouw op ezel
  - Man en vrouw op kunuku landweg
  - Vaas met vlambloemen